# シトロエン・C4カクタス
C4 カクタス（C4 Cactus）は、シトロエンが製造・販売していたクロスオーバーSUVである。

## 概要
2013年、フランクフルトモーターショーにて「カクタス・コンセプト」を公開。これをもとに2014年のジュネーヴモーターショーにて「C4カクタス」を初公開した。
プラットフォームはC3やプジョー・2008にも用いられる、グループPSAのPF1を延長して使用している。フロントデザインはC4ピカソと共通する上下2段のヘッドライトなどのデザインを採用。ボディ側面にはのちに3代目C3にも装備される衝撃吸収材「エアバンプ」が初装備された。欧州などに用意されるエンジンは1.2L直列3気筒ガソリンターボエンジンと1.6L直列4気筒ディーゼルターボエンジンの2種類。
2018年にはマイナーチェンジを実施。エアバンプが小型化された。その後、2018年6月にはディーゼルエンジンが排気量1.6Lから1.5Lに変更された。
2018年5月7日、南米向けに「C4カクタスSUV（SUV C4 CACTUS）」を発表。ブラジルの工場で生産され、2018年後半にも投入される予定。欧州向けなどに対し、ルーフレールの追加や専用バンパーを装備した。
2020年、スペインはC4カクタスの生産を終了し、4年後の2024年にはブラジルも生産を終了した。

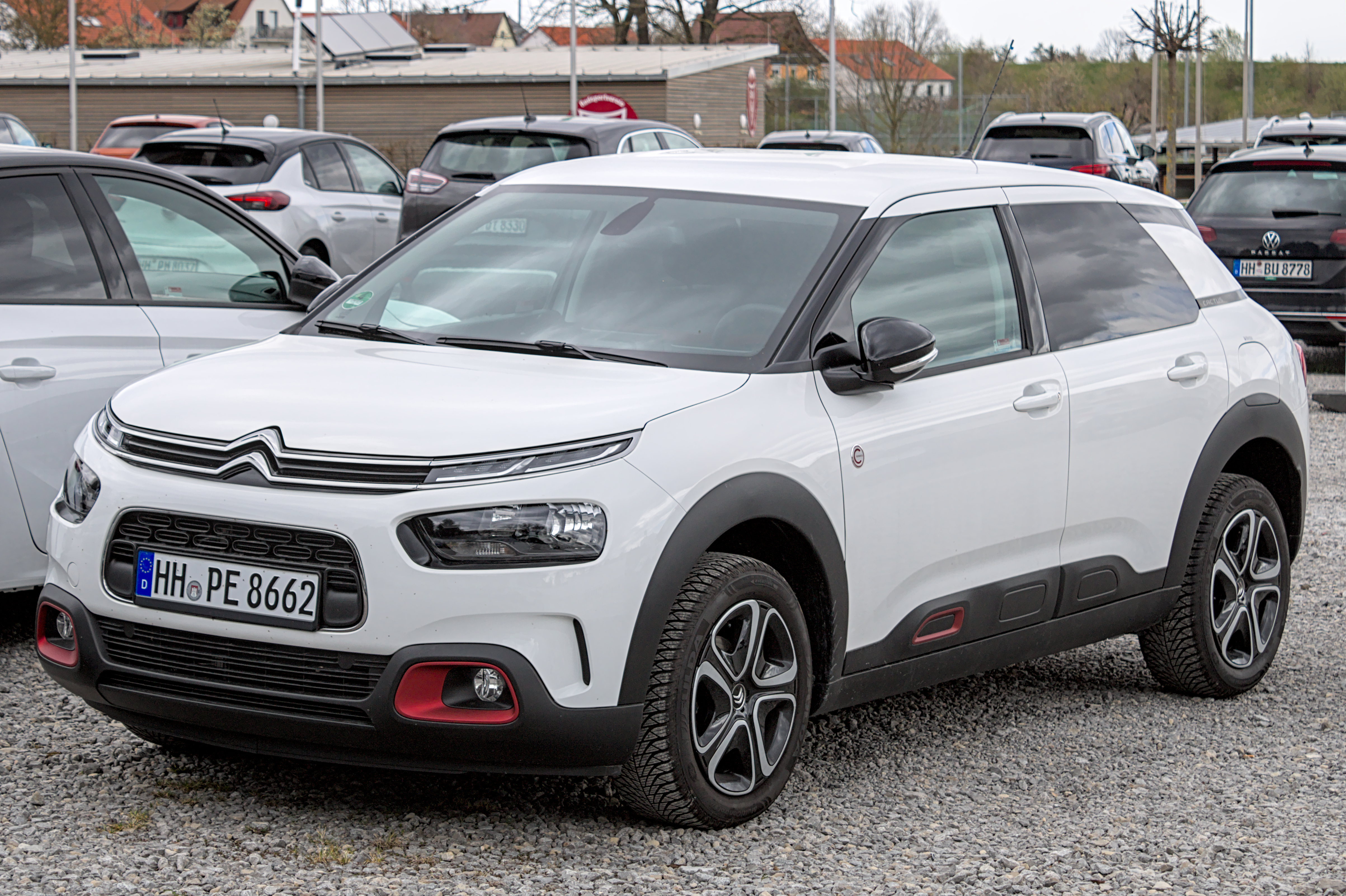
2018年改良型
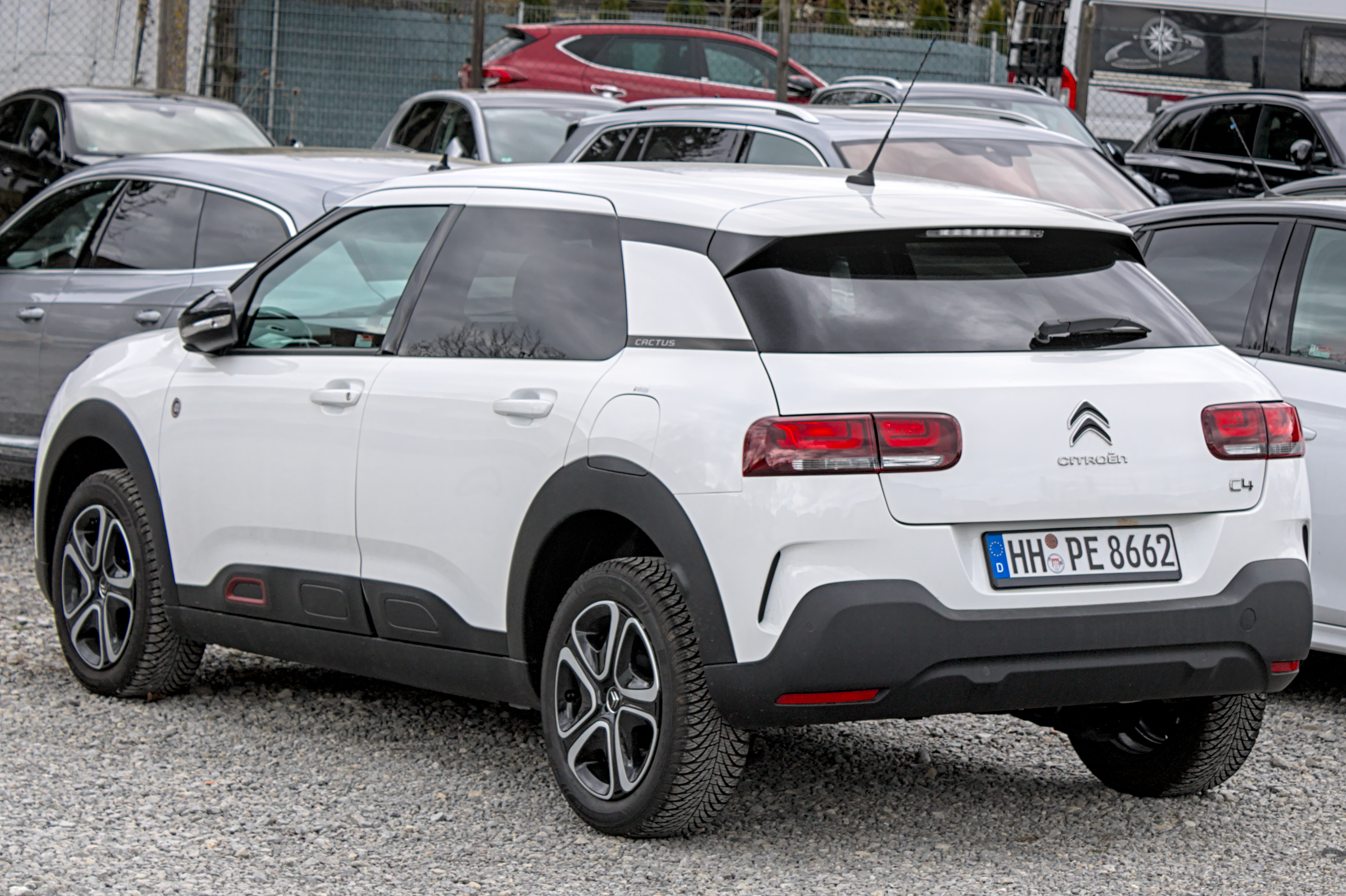
2018年改良型

### 日本での販売
2016年10月4日、200台限定で発売。パワートレインは最高出力82ps、最大トルク118N⋅mを発揮する1.2L直列3気筒ガソリンエンジンのみで5速ETGを組み合わせる。なお発売当時、日本国内ではフロントデザインが石破茂に似ていると話題になった。